# Senecio pattersonensis
Senecio pattersonensis là một loài thực vật có hoa trong họ Cúc. Loài này được Hoover miêu tả khoa học đầu tiên năm 1947.